# Footprints in the Sand

Footprints in the Sand est une chanson écrite par Richard Page, Per Magnusson, David Kreuger et Simon Cowell, et produit par Steve Mac pour le premier album Spirit de la chanteuse britannique Leona Lewis. Il est sorti en mars 2008. 

## Résumé
En novembre 2007, l'album Footprints in the Sand a été vendu par téléchargement plus de 65 fois en une semaine. Le 9 mars 2008, la chanson rentra dans le UK Singles Chart au numéro 63. Une fois la vente du single terminée, la chanson a été placée no 2 dans le UK Singles Chart. Quarante mille quatre cents exemplaires ont été vendus.

## Clip vidéo
Le clip de Footprints in the Sand a été réalisé à Londres par la célèbre réalisatrice britannique Sophie Muller qui avait précédemment réalisé le clip de Better in Time. La vidéo montre des images de Leona Lewis à Johannesbourg en Afrique du Sud, elle représente les enfants et les adultes pauvres d'Afrique. Une édition spéciale de la vidéo, mettant en scène les images de Leona en Afrique du Sud, a été diffusée sur BBC One le 9 mars 2008.